# Miha Plot
Miha Plot (né le 11 mai 1987 à Novo mesto, alors en RFS de Yougoslavie) est un joueur slovène de volley-ball. Il mesure 1,80 m et joue libero. Il est international slovène.

## Clubs
| Club                   | De        | À         |
| ---------------------- | --------- | --------- |
| KRKA Novo Mesto        | 2005-2006 | 2009-2010 |
| VC Euphony Asse-Lennik | 2010-2011 | 2012-2013 |
| Blu Volley Vérone      | 2013-2014 | ...       |

## Palmarès